# À quoi pense madame Manet (sur son canapé bleu) ?
Pour plus de détails, voir Fiche technique et Distribution.
À quoi pense madame Manet (sur son canapé bleu) ? est un documentaire français écrit, narré et réalisé par Hervé Le Roux, sorti en 2017.

## Synopsis
À partir de l’image d’une femme, essayer de s’approcher un peu de son secret, tout en traversant l’œuvre et la vie du peintre qui a donné naissance à l’art moderne.

## Fiche technique
- Montage : Julie Dupré
- Musique originale : Manuel Bleton
- Piano : Manuel Bleton, Violon: Noémie Leborgne
- Effets spéciaux : Dan Rapaport
- Montage son : Sandy Notarianni
- Mixage : Emmanuel Croset
- Étalonnage : Amine Berrada
- Assistante monteur : Clémence Prost
- Prise de vue additionnelle : Carole Ardoin
- Direction de production : Carole Ardoin, Florence Gilles, Assistante: Sophie Cabon
- Technicien vidéo : Harold Presson
- Production : Les Films d'ici, Serge Lalou, avec la complicité de Richard Copans
- En partenariat avec le musée d'Orsay

## Citations[réf.nécessaire]
- « Un film de chevet » (Dominique Païni).
- « À quoi pense madame Manet (sur son canapé bleu) repose sur le même canevas que Reprise, la fascination pour une image de femme qui devient le point de départ d’un voyage parmi d’autres images – en l’occurrence tous les autres modèles du peintre. À nouveau, ce sont les couleurs qui l’emportent, et les visages, et leurs beautés : dans l’image, il y a toujours, à parts égales, la perte et la reprise » (Emmanuel Burdeau, Mediapart).
- « Un essai élégant, pointu, piqueté d’humour, tour à tour tendre et mordant comme la vie » (Sabine Vaillant, Blog Le Monde.
- Film « Coup de cœur » (Corinne Rondeau, France Culture)